# Callimachus rancureli
Callimachus rancureli is een inktvissensoort uit de familie van de Onychoteuthidae. De wetenschappelijke naam van de soort is voor het eerst geldig gepubliceerd in 1981 door Okutani.